# 蒙蒂塞洛
蒙蒂塞洛（英语：Monticello）位于美国弗吉尼亚州阿尔伯马尔县的夏洛茨维尔郊外的皮埃蒙特地区，曾经是美国第三任总统托马斯·杰斐逊的住所。他在26岁时继承他父亲的土地后开始设计蒙蒂塞洛，该种植园最初占地5,000 英亩，杰斐逊利用黑奴广泛种植烟草，后来转向种植小麦以应对不断变化的市场。由于其建筑和历史意义，蒙蒂塞洛已被指定为国家历史地标。目前使用的美国5美分硬币（又叫镍币），背面刻有蒙蒂塞洛的图案。蒙蒂塞洛和附近同样由杰斐逊设计的弗吉尼亚大学于1987年入选联合国教科文组织世界遗产名录。

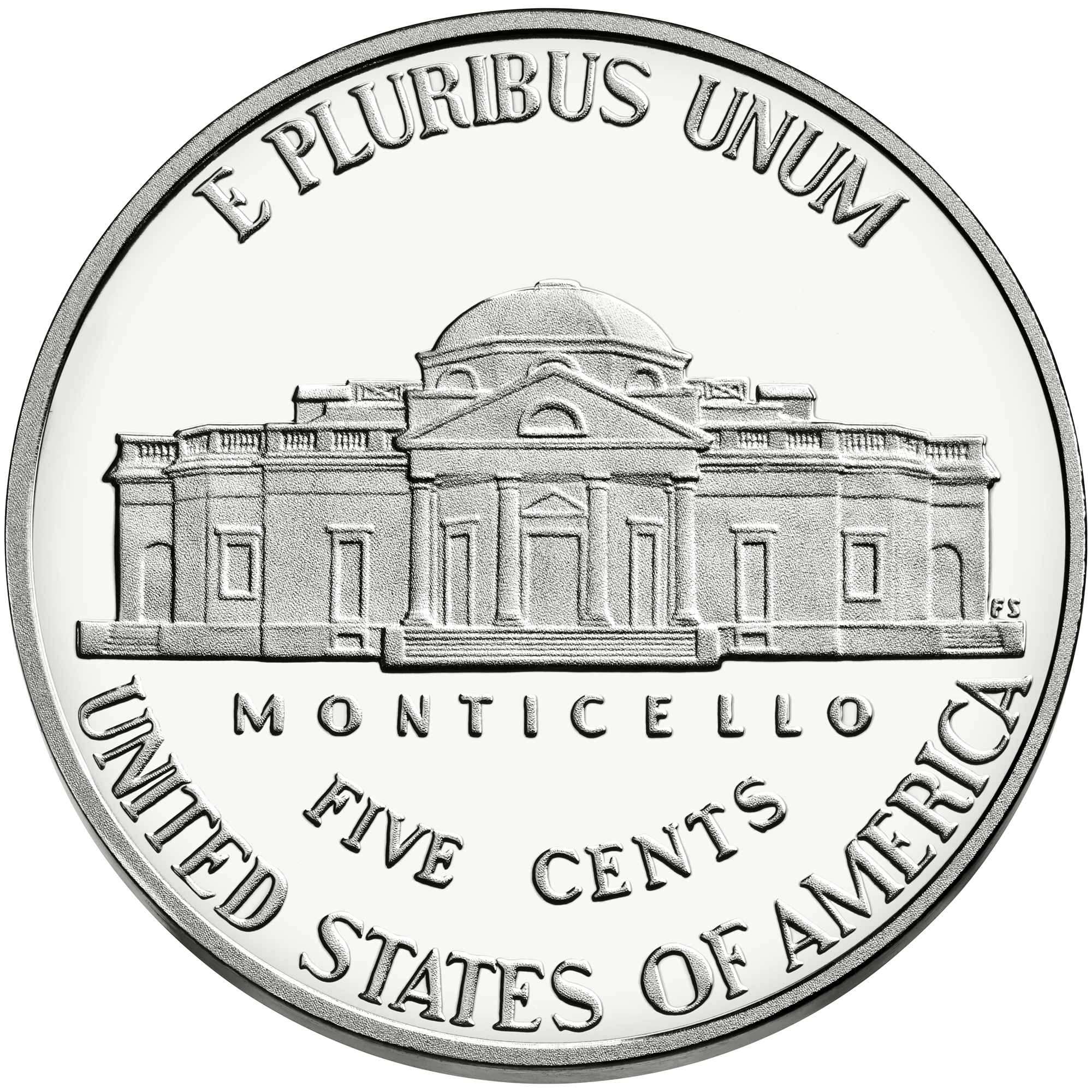
杰斐逊镍币背面所描绘的蒙蒂塞洛

蒙蒂塞洛 (Monticello) 这个名字源自意大利语，意思是“小山”。杰斐逊的其他设计包括弗吉尼亚大学和里士满弗吉尼亚州议会大厦等。